# 塔波-卡帕羅國家公園
07°52′N 71°51′W / 7.867°N 71.850°W
塔波-卡帕羅國家公園是委內瑞拉的國家公園，位於該國西北部，由巴里納斯州、梅里達州和塔奇拉州負責管轄，始建於1993年1月14日，面積2,050平方公里。